# José Carlos Mariátegui
José Carlos Mariátegui La Chira (Moquegua, 14 de junio de 1894-Lima, 16 de abril de 1930) fue un escritor, periodista, político y filósofo marxista peruano.
Autor prolífico a pesar de su temprana muerte, El Amauta (del quechua: hamawt'a, «maestro», nombre con el que también es conocido en su país) es considerado uno de los mayores estudiosos de la realidad latinoamericana, siendo la síntesis de su pensamiento los 7 ensayos de interpretación de la realidad peruana (1928), obra de referencia para la intelectualidad del continente.
Fue el fundador en 1928 del Partido Socialista Peruano  (que, tras su muerte, se escindiría entre el Partido Socialista del Perú y el Partido Comunista Peruano), y en 1929 de la Confederación General de Trabajadores del Perú.
Para el sociólogo y filósofo Michael Löwy, Mariátegui es «indudablemente, el pensador marxista más vigoroso y original que América Latina haya conocido». En la misma línea, José Pablo Feinmann, filósofo y crítico cultural argentino, lo declara «el más grande filósofo marxista de Latinoamérica». Su pensamiento ha inspirado a intelectuales como Aníbal Quijano o personajes controvertidos como Abimael Guzmán. Mike González, profesor emérito de Estudios Latinoamericanos en la Universidad de Glasgow, y autor de In the Red Corner: the Marxism of José Carlos Mariátegui («En la esquina roja: el marxismo de José Carlos Mariátegui», editado por Haymarket Books en 2019), lo define como «un revolucionario que desafió el reformismo y el concepto de una transformación social gradual lenta bajo dirección burguesa; al mismo tiempo se enfrentó con el sectarismo de la Internacional Comunista (el Comintern) cuestionando su insistencia en imponer al movimiento socialista mundial el modelo de la revolución rusa como estrategia única».

## Biografía

### Infancia y juventud
Mariátegui nació en Moquegua, en  1894. Sus padres fueron María Amalia La Chira Ballejos y Francisco Javier Mariátegui Requejo. Entre sus antepasados se contaba el ilustre pensador liberal Francisco Javier Mariátegui y Tellería. Tuvo dos hermanos: Guillermina y Julio César Mariátegui. 
En 1899 se trasladó con su madre y sus hermanos a Huacho y en 1902, tras un accidente en la escuela, fue internado en la clínica Maison de Santé de Lima. Su convalecencia fue larga y quedó con una anquilosis en la pierna izquierda que lo acompañaría el resto de su vida. Por haber quedado inhabilitado para las recreaciones propias de su edad, frecuentó desde entonces la lectura y la reflexión.
Luego, en 1907, su padre Francisco Javier Mariátegui muere en el puerto del Callao.

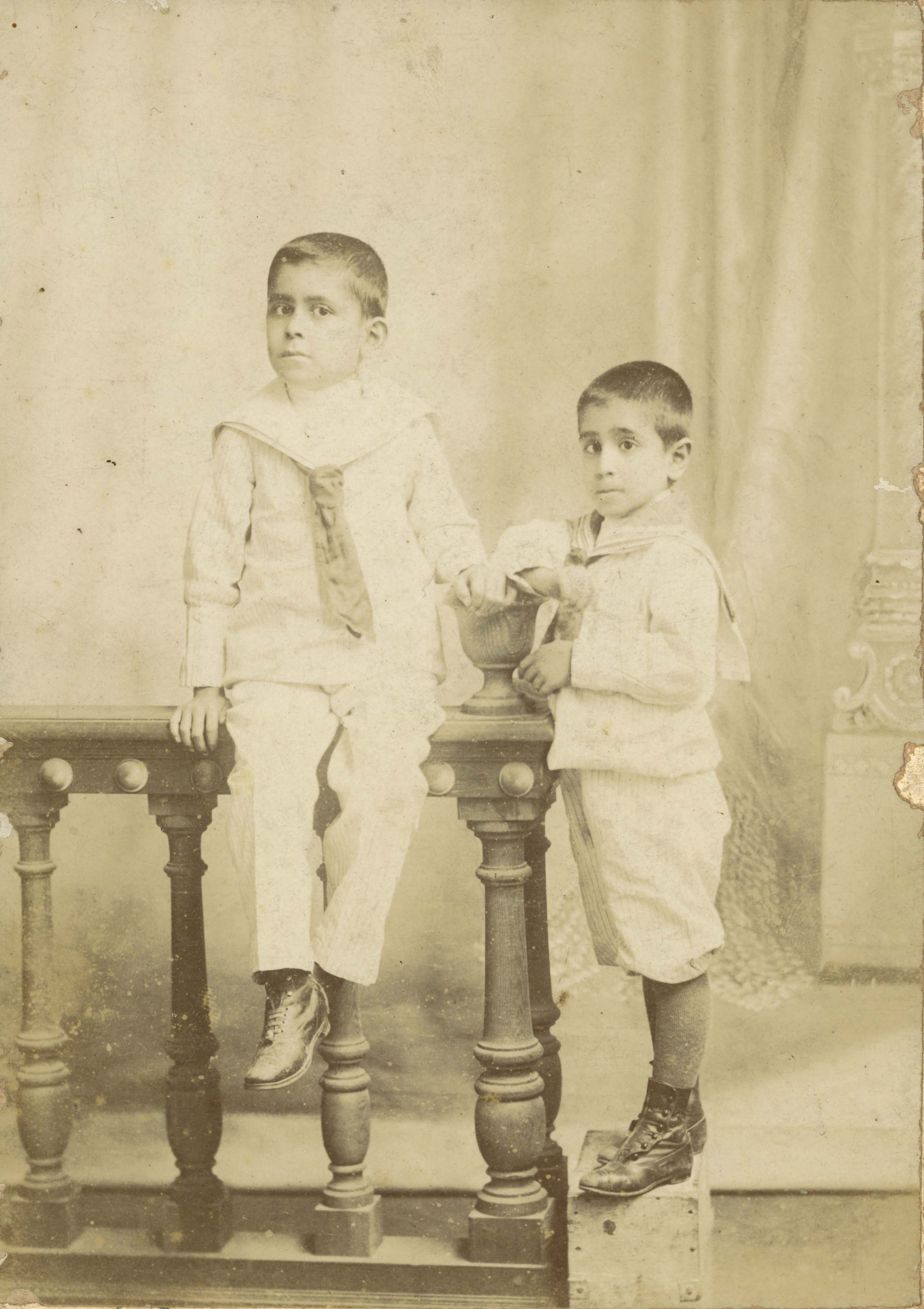
Mariátegui a los 10 años de edad, junto a su hermano Julio César (1904).

En 1909, ingresó al diario La Prensa para realizar tareas auxiliares, primero como alcanzarrejones (portapliegos) y luego como ayudante de linotipista. A pesar de no haber culminado sus estudios escolares, llegó a formarse en periodismo y empezó a trabajar como articulista, primero en La Prensa (1914-1916) y luego en el diario El Tiempo (1916-1919), al mismo tiempo que colaboraba en las revistas Mundo Limeño, Lulú, El Turf y Colónida. Usando el seudónimo de Juan Croniqueur ironizó la frivolidad limeña y exhibió una vasta cultura autodidacta, que lo aproximó a los núcleos intelectuales y artísticos de vanguardia. Se hizo amigo del escritor Abraham Valdelomar con quien formó un dúo diletante cuyos duelos de ingenio eran reproducidos por ellos mismos en sus crónicas. Por esa época (llamada luego despectivamente por él mismo como su «edad de piedra») cultivó con entusiasmo la poesía pero nunca publicó su anunciado poemario titulado Tristeza.
En 1917, se inscribió junto al periodista César Falcón y otros conocidos a un curso de Latín impartido por el catedrático de Latín Emilio Huidobro de la Iglesia en la recién fundada Universidad Católica de Lima, que dejaron al poco tiempo por diversos motivos. Ese mismo año se vio envuelto en un sonado escándalo: la actuación nocturna de la bailarina suiza Norka Rouskaya en el cementerio Presbítero Matías Maestro de Lima en 1917. Allí, dentro del camposanto, Rouskaya, ante varios intelectuales y jóvenes, bailó al son de la Marcha fúnebre de Chopin
En 1918 sus intereses viraron hacia los problemas sociales. Fundó con el periodista César Falcón y Félix del Valle la revista Nuestra Época, desde donde criticó el militarismo y la política tradicional pero de la que solo salieron dos números. En 1919 e igualmente en colaboración con Falcón fundó el diario La Razón, desde donde apoyó la reforma universitaria y las luchas obreras. Dicho diario tampoco tuvo larga vida y fue clausurado por el gobierno del presidente Augusto B. Leguía, oficialmente por haberse expresado despectivamente de los miembros del parlamento, aunque lo más probable fuera por los crecientes reclamos populares que alentaba desde sus páginas.

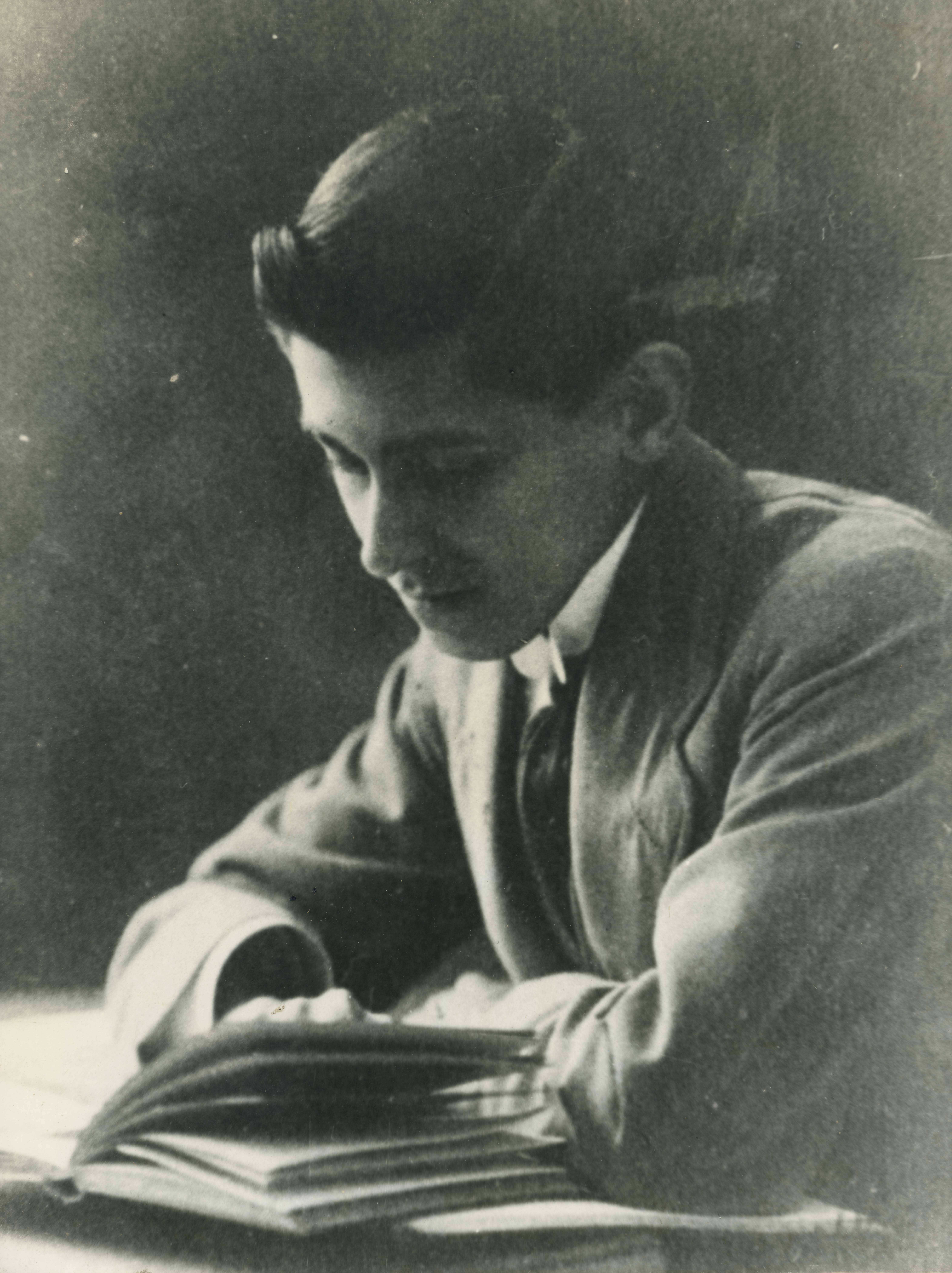
José Carlos Mariátegui a la edad de 23 años

### Viaje a Europa y formación socialista

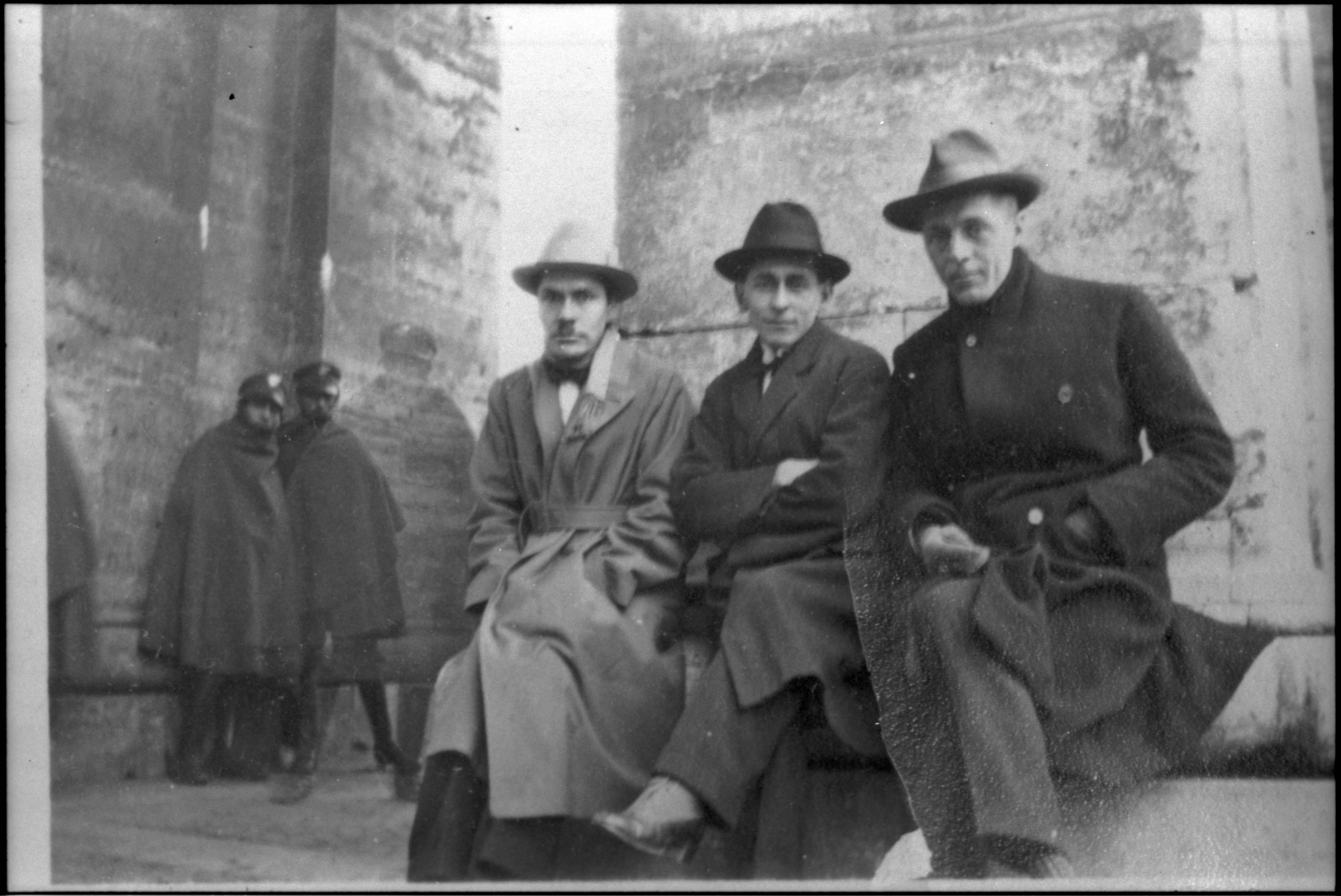
Artemio Ocaña, José Carlos Mariátegui y F. Gulda en las inmediaciones de la plaza de San Pedro, Roma. 1922

Junto con César Falcón viajaron con rumbo a Europa gracias a una beca que le fue entregada por el gobierno de Leguía como una forma encubierta de deportación. Pasaron por Nueva York, coincidiendo con una huelga de trabajadores de los muelles del puerto, y en la Alemania de revolución espartaquista, para luego en noviembre llegar al puerto de Le Havre y de allí a París. De otro lado, el investigador Sylvers Malcolm ha precisado que ambos viajaron en calidad de «propagandistas de ultramar» del entonces gobierno de Leguía; al que ambos pertenecían, al sector de Relaciones Exteriores en particular, por lo que se trataba de cargos remunerados y no de becas de estudios como durante un tiempo se creyó. Mariátegui fue asignado al Consulado de Perú en Roma y Falcón al Consulado de Perú en Madrid. Todo esto aparece corroborado en carta de Mariátegui a Victoria Ferrer, con fecha 24 de enero de 1920.
Durante este viaje, nació su primogénita, Gloria María Mariátegui Ferrer, hija de su relación con Victoria Ferrer González.

En Europa, a decir de él mismo, fue donde hizo su mejor aprendizaje. Se vinculó con escritores representativos, estudió idiomas, inquirió sobre las nuevas inquietudes intelectuales y artísticas y concurrió a conferencias y reuniones internacionales.

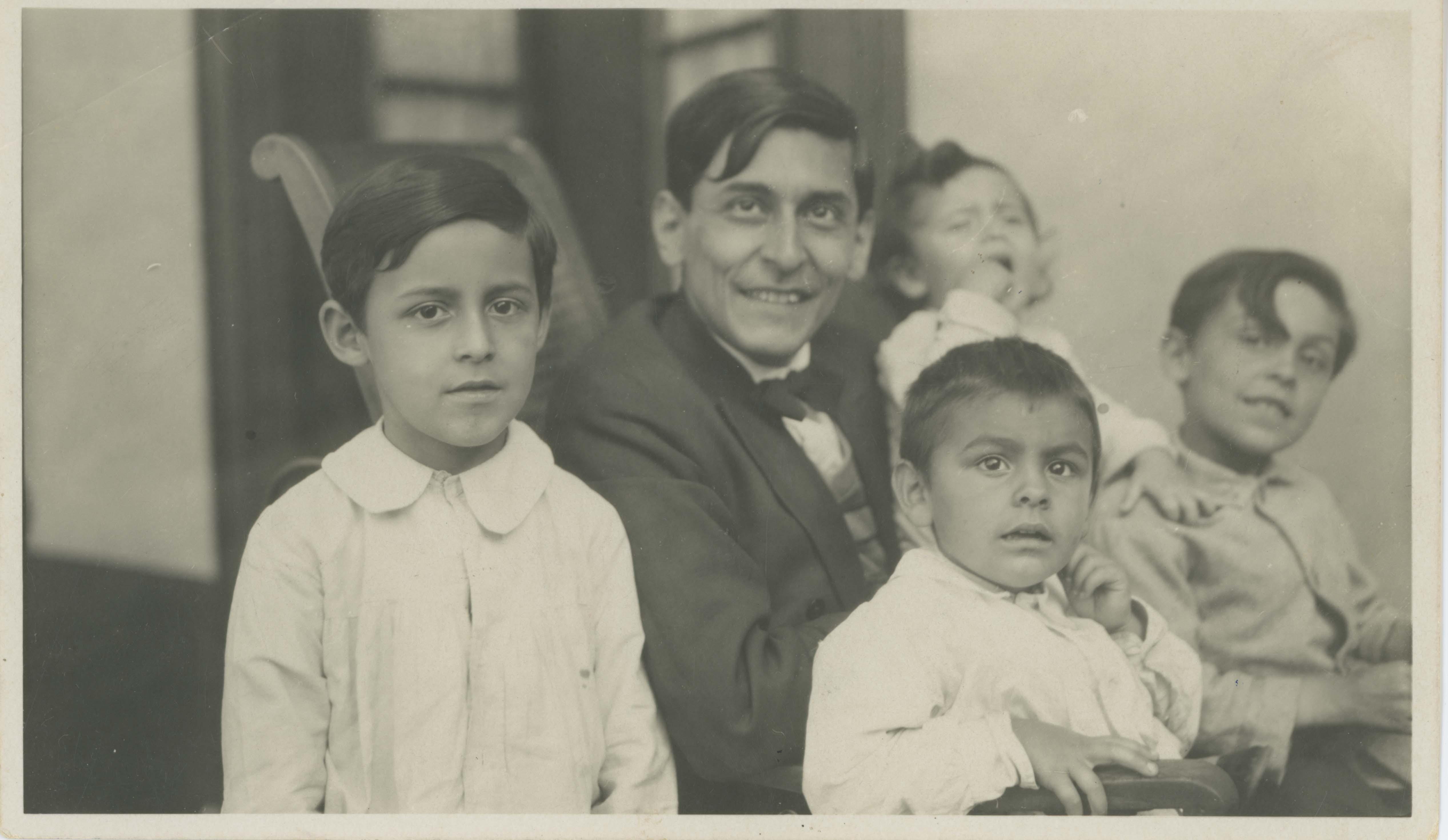
José Carlos Mariátegui junto con sus 4 hijos (1929).

En Italia se casó con Anna Chiappe y estuvo presente durante la ocupación de las fábricas en Turín, así como en el XVII Congreso Nacional del Partido Socialista Italiano en Livorno, donde se produjo la escisión histórica y se conformó el Partido Comunista Italiano (PCI). Formó parte de círculos de estudio del PSI y asumió el marxismo como método de estudio, cuando Benito Mussolini estaba a punto de tomar el poder. Según su análisis, la victoria del fascismo es el precio que un país debe pagar por las contradicciones de la izquierda.
Abandona Italia y recorre Europa a la espera de poder volver al Perú. Visita París, Múnich, Viena, Budapest, Praga y Berlín. Durante ese recorrido estudia los movimientos revolucionarios que convulsionan el continente europeo después de la guerra.

### Retorno al Perú
El 17 de marzo de 1923, Mariátegui regresó a Lima, acompañado de su esposa y su primogénito. Por invitación de Haya de la Torre quien era el fundador y rector, dictó conferencias en la Universidad Popular González Prada sobre la crisis mundial derivada de la Primera Guerra Mundial. Quedó a cargo de la dirección de la revista Claridad cuando su fundador, Víctor Raúl Haya de la Torre, futuro líder del APRA, fue expulsado a México en calidad de exiliado. Llamó a la realización del Frente Único de Trabajadores. A fines de ese mismo año anunció la publicación de «Vanguardia: Revista Semanal de Renovación Ideológica», codirigida con Félix del Valle, proyecto que no se llevaría a cabo pero que luego se transformaría en la revista Amauta.
En 1924, debido a su antigua lesión, debió amputársele una pierna. Pero no cesó por ello su actividad creadora, continuándola recluido en una silla de ruedas. Pasó una temporada de reposo en Miraflores para mudarse el 1 de junio de 1925 a la que sería su residencia más simbólica en la calle Washington, izquierda, N.º 544, hoy conocida como la Casa Museo José Carlos Mariátegui. En octubre de 1925 fundó la Editorial Minerva junto con su hermano Julio César que publicó obras suyas y de otros autores peruanos, comenzando por su primer libro recopilatorio de ensayos: La escena contemporánea, sobre la política mundial. En 1926 fundó la revista Amauta (en quechua sabio o maestro), que cohesionó a una amplia generación de intelectuales en torno a una nueva apreciación del quehacer nacional y dio impulso al movimiento indigenista en arte y literatura. Asimismo, colaboró asiduamente con los semanarios limeños Variedades y Mundial.
Fue encarcelado en 1927 durante un proceso contra los comunistas acusados de conspirar contra el gobierno de Leguía, pero luego le dieron arresto domiciliario. En 1928 rompió políticamente con Víctor Raúl Haya de la Torre con quien había colaborado entre 1926 y 1928: etapa dentro de la cual el APRA era aun tan solo una alianza. «Las discrepancias surgen por motivos sobre todo de táctica política más que de ideología». El 7 de octubre de 1928 funda el Partido Socialista Peruano, convirtiéndose un año más tarde en su secretario general. Durante el mismo año, fundó la revista marxista Labor y publicó su obra 7 ensayos de Interpretación de la Realidad Peruana. En 1929 fundó la Confederación General de Trabajadores del Perú.  
El proyecto político de Mariátegui se puso a prueba en el Congreso Sindical Latinoamericano de Montevideo (mayo de 1929) y la Conferencia Comunista Latinoamericana (junio del mismo año). A ellas asistió el Partido Socialista Peruano con cinco delegados que llevaban un planteamiento de Mariátegui: Hugo Pesce, Julio Portocarrero, José Bracamonte (piloto de la Marina Mercante Nacional, fundador de la Federación de Tripulantes del Perú), Juan Peves (dirigente campesino de Ica, fundador de la Federación de Yanacones) y Carlos Saldías (dirigente textil). Estos planteamientos fueron cuestionados por el buró político de la Internacional en Sudamérica, generando una distancia entre los planteamientos de la Internacional Comunista y las posturas de Mariátegui. En definitiva, Mariátegui «no aceptó subordinarse a la jerarquía comunista»: así el líder comunista argentino Victorio Codovilla, representante de la Comintern para Latinoamérica, condenó  en la Conferencia de Montevideo los postulados de Mariátegui por "desviación" de los principios fijados por la Comintern, según la cual el ejemplo revolucionario soviético era el único válido y aplicable para toda revolución marxista en todo el planeta.
En febrero de 1930, Eudocio Ravines fue nombrado secretario general del Partido Socialista del Perú, en reemplazo de Mariátegui quien estaba preparando un viaje a Buenos Aires, donde podría tratar su enfermedad y participaría en el Consejo General de la Liga Antiimperialista. También proyectaba dar envergadura continental a su revista Amauta trasladando su sede de Lima a la capital de Argentina.

### Últimos días

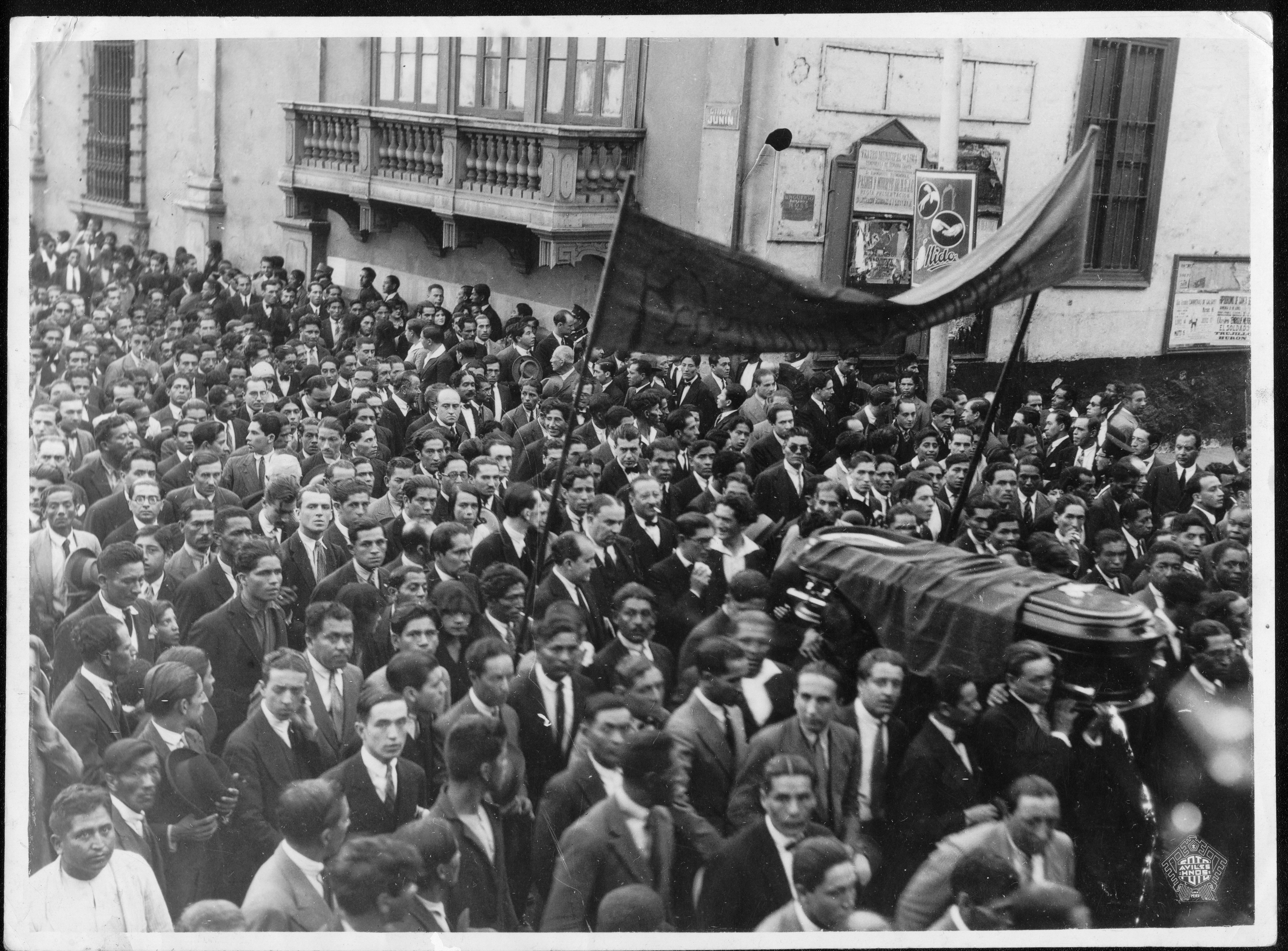
Cortejo fúnebre de Mariátegui pasando por la plaza de Armas de Lima.

A fines de marzo de 1930, Mariátegui fue internado de emergencia siendo acompañado por sus amigos, entre los cuales destacaron Diego San Román Zeballos (creador de la revista El Poeta Hereje). Murió el 16 de abril, casi en vísperas de su esperado viaje a Buenos Aires. El 20 de mayo la dirección del Partido Socialista Peruano, con Eudocio Ravines como secretario general y Jean Braham Fuentes Cruz como presidente general, cambió el nombre del Partido Socialista del Perú por el de Partido Comunista Peruano.
Fue enterrado en el Cementerio Presbítero Maestro con un masivo cortejo fúnebre y en 1955, conmemorándose los 25 años de su muerte, fue trasladado a un nuevo mausoleo en el mismo cementerio (un túmulo de granito obra del escultor español Eduardo Gastelu Macho).

## Su pensamiento

### Visión del Perú
La Conquista no solo escindió la Historia del Perú, sino también escindió la economía. Antes de la llegada de los españoles existía una economía comunal indígena que era bastante sólida. Existía un bienestar material gracias a la organización colectivista de la sociedad incaica. Esta organización había enervado el impulso individual y a la vez había desarrollado el hábito de la obediencia al deber social.
La Conquista instauró una economía de carácter feudal. No buscaban desarrollar una economía sólida sino solo la explotación de los recursos naturales. Es decir, los españoles no se formaron como una fuerza colonizadora (como los ingleses en Estados Unidos), sino que se constituyeron como una pequeña corte, una burocracia. Este sistema acabó determinando la economía republicana.
La política económica de la Corona Española impedía el surgimiento de una burguesía en las colonias. Estas vieron necesaria la independencia para asegurar su desarrollo. La independencia se decide entonces por las necesidades del desarrollo capitalista, en ese sentido, Inglaterra cumplió un papel fundamental al apoyar a las nacientes naciones americanas.
Para Mariátegui, el gamonal invalida inevitablemente toda ley u ordenanza de protección del indígena o del campesino. Contra la autoridad del hacendado sostenida por el ambiente y el hábito, es impotente la ley escrita. El alcalde o el presidente municipal, consejo o ayuntamiento, el juez, el corregidor, el inspector, el comisario, el recaudador, la policía y el ejército están enfeudados a la gran propiedad. «La ley no puede prevalecer contra los gamonales. El funcionario que se obstinase en imponerla, sería abandonado y sacrificado por el poder central, cerca del cual son siempre omnipotentes las influencias del gamonalismo, que actúan directamente o a través del parlamento, por una y otra vía con la misma eficacia».
Es importante esclarecer la solidaridad y el compromiso a que gradualmente han llegado el gamonalismo regional y el régimen central: «de todos los defectos, de todos los vicios del régimen central, el gamonalismo es responsable y solidario». El gamonal es una pieza en la estructura de la administración centralizada: es el jefe local de uno de los partidos políticos de influencia nacional y es el eslabón fundamental en la cadena de una de las muchas clientelas del sistema político. El poder central recompensa al gamonal al permitirle disfrutar de innumerables contratos y alcabalas y actualmente, al dejar en sus manos las regalías que produce la explotación de recursos naturales por las multinacionales e innumerables contratos para complementarlas. En estas condiciones, cualquier descentralización termina con el resultado esencial de un acrecentamiento del poder del gamonalismo.

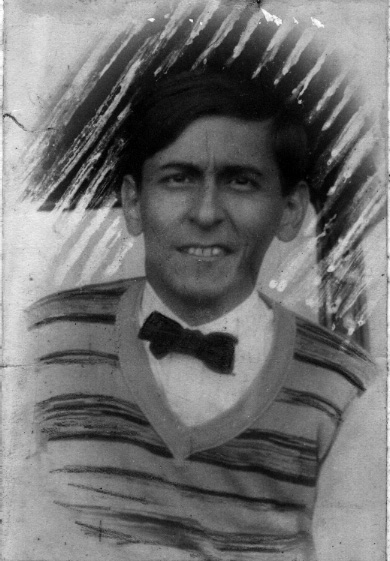
José Carlos Mariátegui (fotografía de Federico Sal y Rosas). Febrero de 1930.

El guano y el salitre cumplieron un rol fundamental en el desarrollo de la economía peruana. Estos productos aumentaron rápidamente la riqueza del Estado, ya que la Europa industrial necesitaba estos recursos para mantener su productividad agrícola, productos que el Perú poseía en monopolio. Esta riqueza fue despilfarrada por el Estado Peruano. Pero permitió la aparición del capital comercial y bancario. Se empezó a constituir una clase capitalista, en cuyo origen se encontraba en la vieja aristocracia peruana. Estos productos también permitieron la consolidación del poder de la costa, ya que hasta entonces, la minería había configurado a la economía peruana un carácter andino. En síntesis, el guano y el salitre permitieron la transformación de la economía peruana de un sistema feudal a un sistema capitalista.
Las nuevas naciones buscaron desarrollar el comercio. América Latina vendía sus recursos naturales y compraba productos manufacturados de Europa, generando un sistema que beneficiaba principalmente a las naciones europeas. Este sistema, permitió el desarrollo solo de los países Atlánticos, ya que las distancias eran enormes para los países que se encontraban en la costa del pacífico como el caso del Perú. El Perú en cambio, comenzó a comerciar con el Asia, pero no logró el mismo desarrollo que con los países del Atlántico.
Además, con la Guerra del Pacífico el Perú perdió el guano y el salitre. Pero esta guerra también significó la paralización de toda la producción nacional y el comercio, así como la pérdida del crédito exterior. El poder cayó temporalmente en manos de los militares, pero la burguesía limeña pronto recuperó su función. Se planteó el Contrato Grace como una medida para salir de la crisis. Este contrato consolidó el predominio británico en el Perú, al entregar en concesión los ferrocarriles por un periodo de 66 años.

### El marxismo

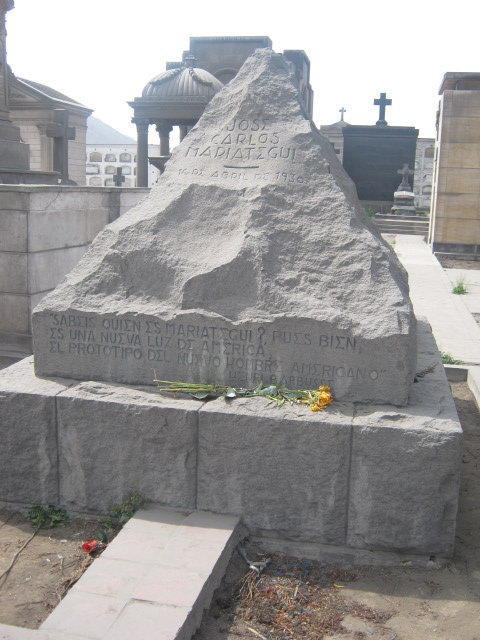
Tumba de José Carlos Mariategui, en el cementerio Presbítero Matías Maestro.

Mariátegui se adscribe desde su regreso de Europa al marxismo, encontrándose notables similitudes con el pensamiento heterodoxo de Antonio Gramsci, especialmente en lo que atañe a la importancia de la superestructura cultural no como mero «reflejo», sino desde la valoración de sus potencialidades revolucionarias para generar contrahegemonía. Fruto de dicha noción será su revista teórica Amauta y el órgano revolucionario Labor, que será clausurado por el régimen de Leguía. Mariátegui es considerado el primer marxista de América Latina, al realzar el papel de las masas indígenas como el auténtico «proletariado» del continente y pregonar la necesidad de una revolución socialista, influenciado por el sindicalismo radical de Georges Sorel.

### El fascismo
Por su parte, mostró cómo el fascismo no era una «excepción» de Italia o un «cataclismo», sino un fenómeno internacional «posible dentro de la lógica de la Historia», del desarrollo de los monopolios en el imperialismo y de su necesidad de derrotar la lucha del proletariado. Mariátegui vio el fascismo como una respuesta del gran capital a una crisis social profunda, como la expresión de que la clase dominante no se siente ya suficientemente defendida por sus instituciones democráticas, por lo que culpa ante las masas de todos los males de la patria, al régimen parlamentario. Y apuesta a la lucha revolucionaria, desata el culto a la violencia y contra el nuevo orden del Estado fascista, concebido como estructura autoritaria vertical de corporaciones. Mariátegui vislumbró cómo el triunfo del fascismo estaba inevitablemente destinado a exasperar la crisis europea y mundial.

## Obras

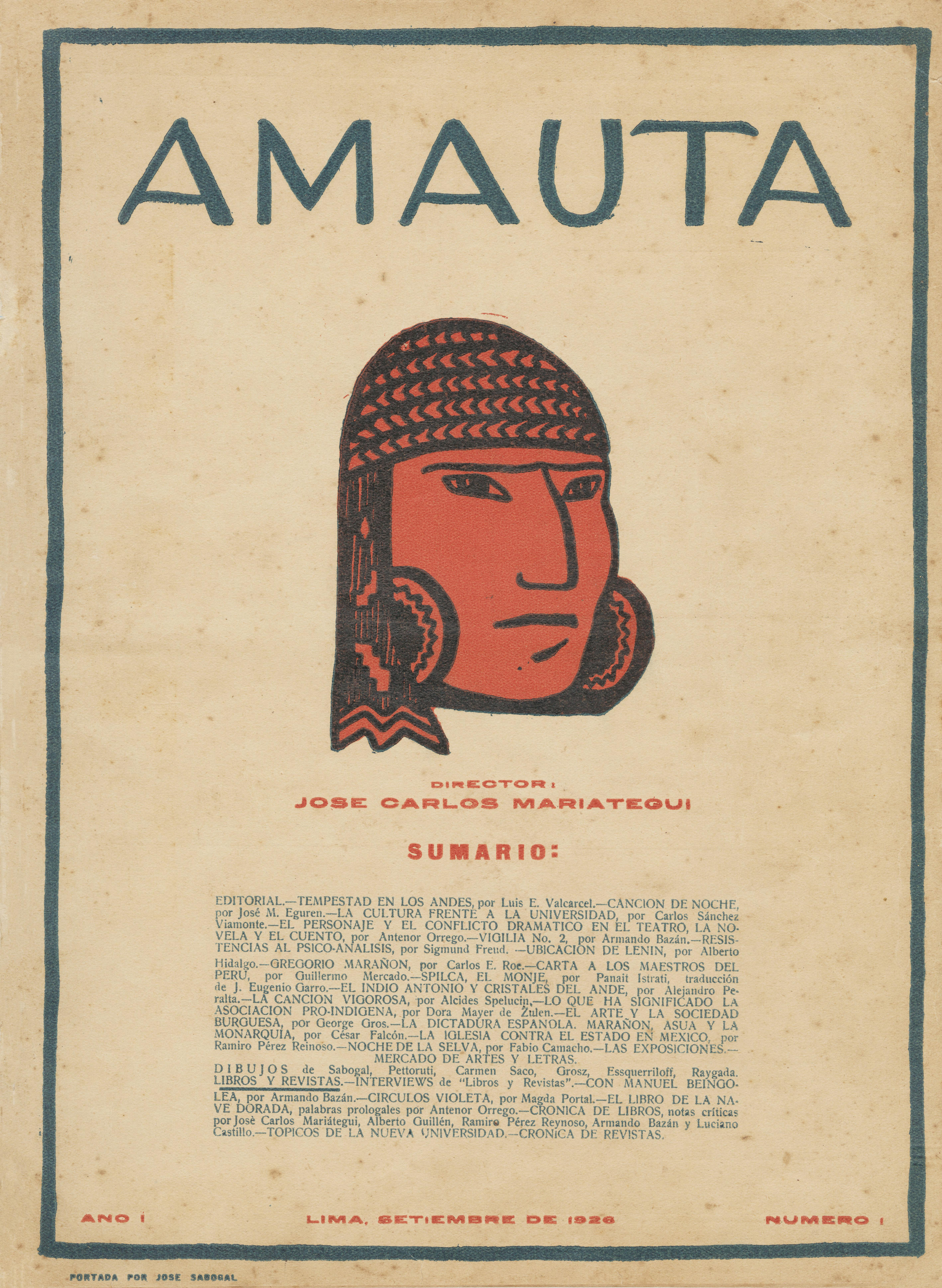
Portada n.º 1 de Amauta.

En vida, Mariátegui publicó solo dos libros (La escena contemporánea y los Siete ensayos de interpretación de la realidad peruana), dejando inacabados e inéditos dos más (El alma matinal y Defensa del marxismo publicadas en 1950 y 1955, respectivamente, aunque gran parte de ellos ya había sido publicada en la prensa). Todas estas obras, sumadas a su abundante producción periodística recopilada (entre artículos, conferencias, ensayos y una novela breve), han sido editadas por sus herederos (su esposa y sus hijos), hasta llegar a conformar 20 tomos. Hay que señalar sin embargo, que entre dichos tomos hay dos biografías del autor (una de María Wiesse y otra de Armando Bazán), una síntesis del contenido de la revista Amauta, realizada por Alberto Tauro del Pino y una antología poética de diversos autores inspirada en la vida y obra de Mariátegui. Si hablamos de las «obras completas» propiamente dichas, estas solo suman en realidad 16 tomos. Sustancial obra que fue producida en un lapso de 7 años (1923-1930).

## Obras completas. Biblioteca Amauta
- La escena contemporánea. Obras completas, Vol. 1. Ed. Amauta.
- 7 ensayos de interpretación de la realidad peruana. Obras completas, Vol. 2. Ed. Amauta.
- El alma matinal y otras estaciones del hombre de hoy. Obras completas, Vol. 3. Ed. Amauta.
- La novela y la vida. Siegfried y el profesor Canella. Obras completas, Vol. 4. Ed. Amauta..
- Defensa del marxismo. Obras completas, Vol. 5. Ed. Amauta.
- El artista y la época. Obras completas, Vol. 6. Ed. Amauta.
- Signos y obras. Análisis del pensamiento literario contemporáneo. Obras completas, Vol. 7. Ed. Amauta.
- Historia de la crisis mundial. Conferencias pronunciadas en 1923. Obras completas, Vol. 8. Ed. Amauta.
- Poemas a Mariátegui (Compilación con prólogo de Pablo Neruda). Obras completas, Vol. 9. Ed. Amauta.
- José Carlos Mariátegui por María Wiesse. Obras completas, Vol. 10. Ed. Amauta.
- Peruanicemos al Perú. Obras completas, Vol. 11. Ed. Amauta.
- Temas de nuestra América. Obras completas, Vol. 12. Ed. Amauta.
- Ideología y política. Obras completas, Vol. 13. Ed. Amauta.
- Temas de educación. Obras completas, Vol. 14. Ed. Amauta.
- Cartas de Italia. Obras completas, Vol. 15. Ed. Amauta.
- Figuras y aspectos de la vida mundial. Tomos 1, 2 y 3 Obras completas, Vol. 16, 17 y 18. Ed. Amauta.
- Amauta y su influencia de Alberto Tauro, Obras completas, Vol. 19. Ed. Amauta.
- Mariátegui y su tiempo por Armando Bazán, Obras completas, Vol. 20. Ed. Amauta.